# Simon Trummer
Simon Trummer (Frutigen, 8 giugno 1989) è un pilota automobilistico svizzero.

## Carriera

### Kart
Trummer iniziò la sua carriera nel motorsport con il kart nel 2003, concludendo 2º nel Campionato Junior svizzero. Finì inoltre 21º nel Trofeo Andrea Margutti categoria Junior.

### Formula Lista Junior
Trummer salì di livello, passando alle monoposto a ruote scoperte nel 2006, correndo nella Formula Lista Junior. Si classificò 18º con 10 punti.

### Formula Renault
Trummer si unì al team BMS Böhlen Motorsport nel 2007, per partecipare alla Formula Renault 2.0 svizzera. Non ottenne particolari successi in questa serie, concludendo al 7º posto. Successivamente Trummer cambiò squadra, passando alla Jenzer Motorsport per il 2008 e concludendo la stagione 2º.

### Formula Masters internazionale
Dopo due gare alla fine della stagione 2008 in Formula Masters, decise di tentare nuovamente in questa categoria nel 2009, con la Iris Project. Si classificò 11º.

### GP3 Series
Trummer salì nuovamente di livello, alla categoria GP3 Series con la Jenzer Motorsport nella stagione 2010. Concluse la stagione 25º con 4 punti, nonostante avesse saltato il week-end in Ungheria per aver tamponato un'altra monoposto ad Hockenheim. Durante il 2010 in GP3 con la Jenzer fu sempre battuto dal compagno svizzero Nico Müller, il che costrinse Trummer a cercarsi un altro team per il campionato successivo. Passò quindi alla MW Arden per la stagione 2011. Trummer arrivò tre volte a punti nelle ultime corse, migliorando sino al 18º posto con 9 punti.

### GP2 Series
Dopo aver corso le finali di GP2 a Yas Marina nel 2011, Trummer continuò la sua collaborazione con la Arden per la stagione 2012, correndo quindi in GP2 a tempo pieno. Affiancò nel team uno dei veterani della serie, Luiz Razia, e finì 23º in classifica. Nella stagione 2013 passò alla Rapax, ottenendo 20 punti e la 21ª posizione finale.

## Risultati

### Sommario
| Anno | Serie                               | Team                  | Gare | Vittorie | Pole | Gpv | Podi | Punti | Pos. |
| ---- | ----------------------------------- | --------------------- | ---- | -------- | ---- | --- | ---- | ----- | ---- |
| 2006 | Formula Lista Junior                |                       | ?    | 0        | 0    | 0   | 0    | 10    | 18º  |
| 2007 | Formula Renault 2.0 Series svizzera | BMS Böhlen Motorsport | 12   | 0        | 0    | 0   | 0    | 119   | 7º   |
| 2008 | Formula Renault 2.0 Series svizzera | Jenzer Motorsport     | 12   | 2        | 4    | 1   | 9    | 244   | 2º   |
| 2008 | Formula Renault 2.0 Series italiana | Jenzer Motorsport     | 6    | 0        | 0    | 0   | 0    | 7     | 33º  |
| 2008 | Formula Masters internazionale      | Iris Project          | 2    | 0        | 0    | 0   | 0    | 0     | 30º  |
| 2009 | Formula Masters internazionale      | Iris Project          | 16   | 0        | 0    | 0   | 1    | 11    | 11º  |
| 2010 | GP3 Series                          | Jenzer Motorsport     | 14   | 0        | 0    | 0   | 0    | 4     | 25º  |
| 2011 | GP3 Series                          | MW Arden              | 16   | 0        | 0    | 0   | 0    | 9     | 18º  |
| 2011 | Finali GP2                          | Arden International   | 2    | 0        | 0    | 0   | 0    | 0     | 21º  |
| 2012 | GP2 Series                          | Arden International   | 24   | 0        | 0    | 0   | 0    | 4     | 23º  |
| 2013 | GP2 Series                          | Rapax                 | 22   | 0        | 0    | 0   | 0    | 20    | 21º  |

### Risultati in GP3 Series
(legenda) (Le gare in grassetto indicano la pole position) (Gare in corsivo indicano Gpv)
| Anno | Team              | 1          | 2          | 3          | 4           | 5           | 6           | 7          | 8          | 9          | 10          | 11         | 12         | 13         | 14          | 15          | 16         | Punti | Pos. |
| ---- | ----------------- | ---------- | ---------- | ---------- | ----------- | ----------- | ----------- | ---------- | ---------- | ---------- | ----------- | ---------- | ---------- | ---------- | ----------- | ----------- | ---------- | ----- | ---- |
| 2010 | Jenzer Motorsport | ESP FEA 6  | ESP SPR 8  | TUR FEA 20 | TUR SPR 13  | VAL FEA 13  | VAL SPR 27  | GBR FEA 17 | GBR SPR 12 | GER FEA 11 | GER SPR Rit | HUN FEA    | HUN SPR    | BEL FEA 8  | BEL SPR Rit | ITA FEA Rit | ITA SPR 24 | 4     | 25º  |
| 2011 | MW Arden          | TUR FEA 19 | TUR SPR 21 | ESP FEA 27 | ESP SPR 25† | VAL FEA Rit | VAL SPR Rit | GBR FEA 12 | GBR SPR 10 | GER FEA 9  | GER SPR 16  | HUN FEA 16 | HUN SPR 12 | BEL FEA 19 | BEL SPR 5   | ITA FEA 5   | ITA SPR 4  | 9     | 18º  |

### Risultati in GP2 Series
(legenda) (Le gare in grassetto indicano la pole position) (Gare in corsivo indicano Gpv)
| Anno | Team                | 1          | 2          | 3           | 4          | 5           | 6           | 7          | 8          | 9          | 10         | 11         | 12        | 13         | 14         | 15         | 16         | 17          | 18         | 19         | 20         | 21         | 22         | 23          | 24         | Punti | Pos. |
| ---- | ------------------- | ---------- | ---------- | ----------- | ---------- | ----------- | ----------- | ---------- | ---------- | ---------- | ---------- | ---------- | --------- | ---------- | ---------- | ---------- | ---------- | ----------- | ---------- | ---------- | ---------- | ---------- | ---------- | ----------- | ---------- | ----- | ---- |
| 2012 | Arden International | MYS FEA 22 | MYS SPR 16 | BHR1 FEA 16 | BHR1 SPR 8 | BHR2 FEA 14 | BHR2 SPR 24 | ESP FEA 23 | ESP SPR 20 | MON FEA 12 | MON SPR 9  | VAL FEA 10 | VAL SPR 7 | GBR FEA 15 | GBR SPR 11 | GER FEA 16 | GER SPR 17 | HUN FEA 13  | HUN SPR 13 | BEL FEA 15 | BEL SPR 16 | ITA FEA 16 | ITA SPR 17 | SGP FEA Rit | SGP SPR 14 | 4     | 23º  |
| 2013 | Rapax               | MYS FEA 9  | MYS SPR 6  | BHR FEA 9   | BHR SPR 14 | ESP FEA 19  | ESP SPR 16  | MON FEA 13 | MON SPR 23 | GBR FEA 24 | GBR SPR 16 | GER FEA 14 | GER SPR 9 | HUN FEA 6  | HUN SPR 7  | BEL FEA 12 | BEL SPR 11 | ITA FEA Rit | ITA SPR 16 | SGP FEA 16 | SGP SPR 13 | ABU FEA 13 | ABU SPR 7  |             |            | 20    | 21º  |

### Risultati 24 Ore di Le Mans
| Anno | Team                      | Co-Pilota                      | Vettura         | Classe      | Giri | Pos. | Class Pos. |
| ---- | ------------------------- | ------------------------------ | --------------- | ----------- | ---- | ---- | ---------- |
| 2015 | Team ByKolles             | Tiago Monteiro Pierre Kaffer   | CLM P1/01-AER   | LMP1        | 260  | EX   | EX         |
| 2016 | Team ByKolles             | Pierre Kaffer Oliver Webb      | CLM P1/01-AER   | LMP1        | 206  | DNF  | DNF        |
| 2017 | CEFC Manor TRS Racing     | Roberto González Vitaly Petrov | Oreca 07-Gibson | LMP2        | 152  | DNF  | DNF        |
| 2020 | Algarve Pro Racing        | John Falb Matt McMurry         | Oreca 07-Gibson | LMP2        | 365  | 11º  | 7º         |
| 2021 | PR1 Motorsports Mathiasen | Patrick Kelly Gabriel Aubry    | Oreca 07-Gibson | LMP2 Pro-Am | 261  | DNF  | DNF        |